# زبان اشاره لهستانی
زبان اشاره لهستانی زبان اشاره‌ای است که توسط ناشنوایان و کم شنوایان در لهستان استفاده می‌شود.